# Erastria cruentaria
Erastria cruentaria là một loài bướm đêm trong họ Geometridae.